# MS Westerdam
MS Westerdam es un crucero de la clase Vista propiedad de Holland America Line. Este es la tercera nave de la clase en ser operada por la línea, además de ser la tercera nave en llevar el apodo de Westerdam. Es hermano de los buques MS Oosterdam, MS Zuiderdam y MS Noordam. Los nombres de los cuatro barcos representan las cuatro direcciones de la brújula en holandés.

## Botadura y configuración
El Westerdam fue bautizado el 25 de abril de 2004 en Venecia, Italia, por la actriz neerlandesa Renée Soutendijk. Al igual que con todos los barcos de clase Vista, el Westerdam está equipado con una planta de energía CODAG y un sistema de propulsión Azipod, y el ochenta y cinco por ciento de sus camarotes tienen vista al mar y el sesenta y siete por ciento tienen balcones. El tema de su colección de arte es el patrimonio holandés en el Nuevo Mundo. Las pinturas de barcos históricos holandeses, como Halve Maen (Half Moon) de Henry Hudson, y varias esculturas y estatuas se muestran en todo el barco. Las piezas contemporáneas incluyen un retrato original de Andy Warhol y esculturas de la artista de Sedona Susanna Holt. En abril de 2007, como parte del programa "Signature of Excellence" de Holland America Line, se realizaron modificaciones al barco para agregar 34 camarotes, así como modificaciones a varias áreas públicas del barco.

## Brote de Covid-19 de 2019-2020

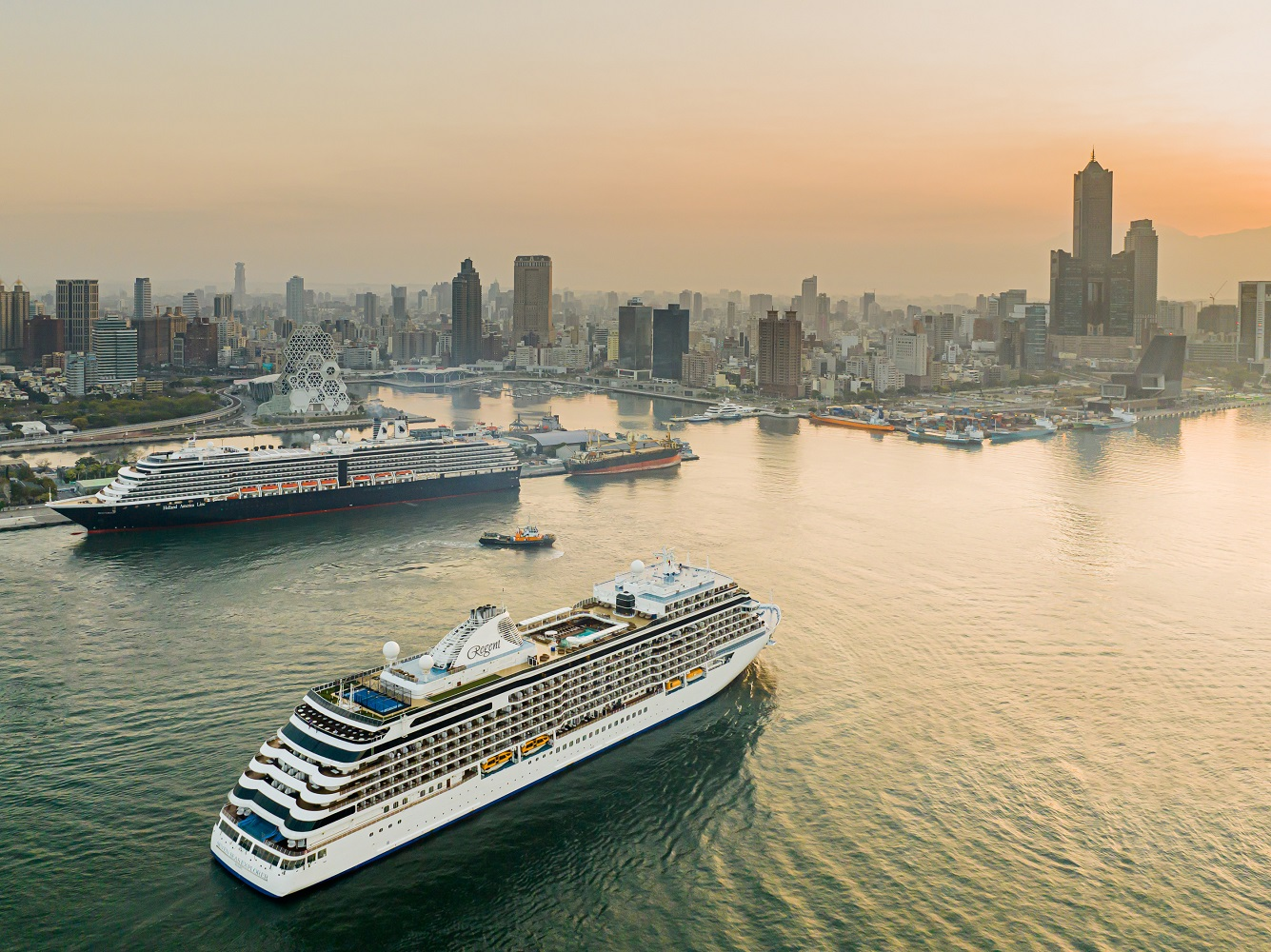
MS Westerdam en Kaohsiung, Taiwán.

El 1 de febrero de 2020, el crucero con 2,257 personas a bordo partió desde Hong Kong, con rumbo a Japón donde atracaría en los puertos de Ishigak, Naha, Okinawa, Nagasaki y Fukuoka (Hakata), finalizando la travesía en Yokohama, donde atracaría el 15 de febrero. Ante temores de que algún pasajero o tripulante estuviera infectado con el COVID-19, se le negó el desembarco en todos los puertos programados del Japón, por lo que se buscó puertos alternos en Filipinas, y Guam, donde les fue denegada la solicitud de atracar. Luego de recibir, el 10 de febrero, aprobación para permitir que los pasajeros desembarcaran en Tailandia, el barco se dirige hacia allá. De acuerdo con Holland America Line a todos los pasajeros y tripulación, se les realizó un tamizaje por síntomas y se midió la temperatura corporal para descartar personas portadoras del COVID-19.
Un día antes de llegar al puerto de Laem Chabang, cerca de Bangkok, al Westerdam le fue denegado el permiso temporal concedido para desembarcar, a raíz de temores de que portara pasajeros que en Hong Kong se hubieran contagiado con el COVID-19. Sin embargo, el barco aún mantuvo su rumbo a Bangkok y alrededor de las 11:30 a. m. GMT del 11 de febrero, el Westerdam cambia de rumbo y navegó alrededor del extremo sur de Vietnam. En declaraciones al diario NOS, Flip Knibbe, un pasajero holandés en el barco narró que a todos los pasajeros se les verificó la temperatura corporal una segunda vez, expresando después "Dit schip is virusvrij": "este barco está libre de virus". A diferencia del crucero Diamond Princess, que se encuentra en el puerto de Yokohama en Japón, los pasajeros a bordo del Westerdam no fueron puestos en cuarentena en el interior del crucero. Todos tuvieron libre movilidad dentro del barco mientras se buscaba un puerto que les permitiera atracar, las tiendas y restaurantes permanecieron abiertos y el programa de entretenimiento a bordo continuó llevándose a cabo.
El 13 de febrero, el barco pudo negociar un puerto para atracar por lo que se dirige a Sihanoukville, Camboya. Los pasajeros desembarcaron y se corrieron pruebas diagnósticas a 20 personas que en el tamizaje habían reportado síntomas, todas dando resultados negativos para el COVID-19. Malasia informó el 15 de febrero que, una ciudadana estadounidense de 83 años, que desembarcó del Westerdam y voló a bordo de un vuelo chárter de Malaysian Airlines el 14 de febrero a Malasia, al Aeropuerto Internacional de Kuala Lumpur, había dado positivo para el test SARS-CoV-2. En una segunda prueba, solicitada tanto por Holland America Line como por las autoridades camboyanas, la mujer dio positivo nuevamente. Según los informes, la mujer está estable y actualmente está siendo aislada en las instalaciones del hospital Sungai Buloh. “El esposo, que también es ciudadano estadounidense, resultó negativo, por lo que está siendo monitoreado en el hospital para descartar que esté incubando la enfermedad viral".
Hasta el 15 de febrero, el Westerdam permanecía en el puerto de Sihanoukville, Camboya, con 747 tripulantes y 233 pasajeros que esperan finalizar sus traslados para su regreso a casa. El resto de los pasajeros partieron desde la ciudad portuaria de Sihanoukville en vuelos chárter desde Nom Pen hasta Kuala Lumpur, organizados por Holland America Line (pues no era posible que los pasajeros viajaran desde Camboya, ya que este país no tenía vuelos directos a Europa ni a los Estados Unidos) y se encuentran en diversas escalas en sus viaje de regreso a sus respectivos países de residencia. Mientras tanto, el gobierno malayo ha tomado la decisión de denegar el ingreso a su territorio, a cualquier pasajero del Westerdam, así lo comunicó Ong Kian Ming, Ministro de Comercio e Industria Internacional, por lo que se suspendieron los otros tres vuelos chárter hasta Kuala Lumpur que se tenían programados con Malaysian Airlines.
Luego que el Ministerio de Salud de Camboya informara el 19 de febrero, que las pruebas para determinar la infección de COVID-19 en los 781 pasajeros del Westerdam han arrojado resultados negativos, desembarcaron los últimos 233 pasajeros del crucero Westerdam, incluida una española; permanecen a bordo los 747 tripulantes a la espera de una decisión final de la compañía propietaria Holland America Line. Se prevé que el barco permanecerá atracado en Sihanoukville, Camboya, por unos días más, hasta que determine su itinerario futuro. El siguiente viaje que tenía programado para el 29 de febrero, fue cancelado.

## Incidentes y accidentes
- El 10 de mayo de 2011, mientras maniobraba a través de la bahía de Yakutat, al sur del parque nacional Kluane, Columbia Británica, el Westerdam golpeó hielo y sufrió daños en el casco a 4,57 m por debajo de la línea de flotación.[15]

- El 28 de junio de 2014, el Westerdam sufrió un incendio en la sala de calderas después de abandonar el puerto de Seattle. Hubo 2086 pasajeros y 798 miembros de la tripulación a bordo, sin lesiones reportadas. Este regresó a Seattle y fue limpiado al día siguiente por la Guardia Costera de Estados Unidos antes de regresar al mar.[15]

- El 25 de junio de 2015, un Promech Air de Havilland Canadá DHC-3 Otter que transportaba un piloto y ocho pasajeros del Westerdam en una excursión de Holland America Line sobre el sureste de Alaska se estrelló contra un acantilado de granito cerca del lago Ella, a 32 km al noreste de Ketchikan, matando a las nueve personas a bordo.[15]